# فولفغانغ ديتريش (أستاذ جامعي)
فولفغانغ ديتريش (بالألمانية: Wolfgang Dietrich)‏ هو عالم سياسة ومؤرخ ومحامي نمساوي، ولد في 13 سبتمبر 1956 في إنسبروك في النمسا.